# Boucicaut (stacja metra)
Boucicaut – stacja linii nr 8 metra w Paryżu. Stacja znajduje się w 15. dzielnicy Paryża.  Została otwarta 27 lipca 1937 r.